# East Huntspill
East Huntspill est une paroisse civile et un village du Somerset, en Angleterre.